# Планковская угловая частота
В физике, планковская угловая частота это единица угловой частоты, обозначаемая как {\displaystyle \omega _{\text{P}}}, определённая в терминах фундаментальных констант в натуральных единицах, так же известных как планковские единицы.
Планковская угловая частота определяется как величина обратная планковскому времени {\displaystyle t_{\text{P}}}. С учётом этого для планковской угловой частоты выполняется:
{\displaystyle t_{\text{P}}={\sqrt {\frac {\hbar G}{c^{5}}}}\approx 5,39116(13)\cdot 10^{-44}} c,
{\displaystyle \omega _{P}={\frac {1}{t_{P}}}={\sqrt {\frac {c^{5}}{\hbar G}}}\approx 1,85487\cdot 10^{43}} Гц,
где:
{\displaystyle c} — скорость света в вакууме,
{\displaystyle \hbar } — постоянная Дирака (постоянная Планка, делённая на {\displaystyle 2\pi }),
{\displaystyle G} — гравитационная постоянная,
{\displaystyle t_{\text{P}}} — планковское время.

## Некоторые свойства планковской угловой частоты

### Колебанияиволны
- Обычная частота, соответствующая планковской угловой частоте: {\displaystyle f={\frac {\omega _{\text{P}}}{2\pi }}={\frac {1}{2\pi t_{\text{P}}}}={\sqrt {\frac {c^{5}}{4\pi ^{2}\hbar G}}}={\sqrt {\frac {c^{5}}{2\pi hG}}}={\sqrt {\frac {2\epsilon _{G}c^{5}}{h}}}=2{\sqrt {\frac {c}{\varkappa h}}}\approx } 2,95212 ⋅1042 Гц,

где {\displaystyle \ h} — постоянная Планка, {\displaystyle \epsilon _{G}={\frac {1}{4\pi G}}} — гравитационная электро-подобная константа, {\displaystyle \varkappa ={8\pi G \over c^{4}}} — гравитационная постоянная Эйнштейна.
- Период, соответствующий планковской угловой частоте, равен {\displaystyle 2\pi t_{\text{P}}}, то есть планковскому времени, умноженному на {\displaystyle 2\pi }.
- Фаза:
  - Фаза колебаний, угловая частота которых равна планковской, изменяется на 1 рад за планковское время.
  - Фаза гармонического колебания с планковской угловой частотой и нулевой начальной фазой, выраженная в радианах, в момент времени t численно равна времени t, выраженному в планковских единицах.
  - Выраженная в радианах фаза в момент времени t в точке с координатой x распространяющейся со скоростью света в вакууме 1-мерной плоской гармонической волны с планковской угловой частотой и нулевой начальной фазой численно равна x-t, если x выражено в единицах lP, а t в единицах tP.
  - Изменение фазы гармонического колебания за планковское время, выраженное в радианах, численно равно угловой частоте данного колебания, выраженной в единицах ωP.

### Вращение
- При равномерном вращении или движении по окружности изменение угла поворота за планковское время, выраженное в радианах, численно равно угловой скорости вращения, выраженной в единицах ωP.
- При вращении или движении по окружности с угловой скоростью, равной планковской угловой частоте, угол поворота изменяется на 1 рад за планковское время.
- Угловая скорость точки, равномерно движущейся со скоростью света в вакууме по окружности радиусом lP, равна ωP.

### Сигналы
- Из теоремы Котельникова вытекает следующее. Если аналоговый сигнал имеет конечный (ограниченный по ширине) спектр, причём угловая частота верхней границы спектра меньше или равна {\displaystyle \omega _{\text{P}}} (то есть {\displaystyle f_{c}\;\leq {\frac {\omega _{\text{P}}}{2\pi }}=2{\sqrt {\frac {c}{\varkappa h}}}}[4]), то такой сигнал может быть восстановлен однозначно и без потерь по своим дискретным отсчётам с частотой дискретизации, большей или равной {\displaystyle 2{\sqrt {\frac {2\epsilon _{G}c^{5}}{h}}}=4{\sqrt {\frac {c}{\varkappa h}}}\approx } 5,90424 ⋅1042 Гц.

### Электромагнитные колебания
- Длина распространяющейся в вакууме ЭМ волны с планковской угловой частотой равна планковской длине, умноженной на {\displaystyle 2\pi }.
- Энергия кванта излучения такой частоты равна планковской энергии.
- Электрический градус переменного тока планковской угловой частоты равен планковскому времени, умноженному на {\displaystyle 2\pi } и делённому на 360, то есть {\displaystyle {\frac {2\pi t_{\text{P}}}{360}}} ≈ 9,40917⋅10−46 с.

### Зрение
- Монохроматический зелёный свет с частотой 540⋅1012 Гц, о котором говорится в определении канделы, имеет угловую частоту 1,829195613 ⋅10-28 ωP.

### Музыка
- Самый низкий звук, воспринимаемый человеческим ухом (16 Гц), имеет угловую частоту примерно 5,419839 ⋅10-42 ωP. Самый высокий (20000 Гц) — около 6,77480 ⋅10-39 ωP. Поэтому можно сказать, что человек слышит звуки в диапазоне угловых частот от 5,419839 ⋅10-42 ωP до 6,77480 ⋅10-39 ωP.
- Угловая частота эталонного тона «ля» 1-й октавы в 12-звуковом строе (440 Гц) примерно равна 1,49046 ⋅10-40 ωP. Соответственно, угловая частота произвольной ступени 12-РДО равна 1,49046 ⋅10-40*{\displaystyle \cdot 2^{i/12}} ωP, где i — количество полутонов в интервале от искомого звука к эталону[5]. В частности,
  - Угловая частота основного тона самой низкой ноты в диапазоне современного фортепиано (ля субконтроктавы, 27,5 Гц) — примерно 9,315348⋅10-42 ωP; самой высокой (до 5-й октавы, 4186,0 Гц[5]) — около 1,417968 ⋅10-39 ωP.
  - Сама планковская угловая частота формально-математически соответствует примерно тону до-диез (или ре-бемоль) 134-й октавы (на 38,3556 цента ниже) 12-звукового равномерно темперированного строя.